# Schuppe (Morphologie)

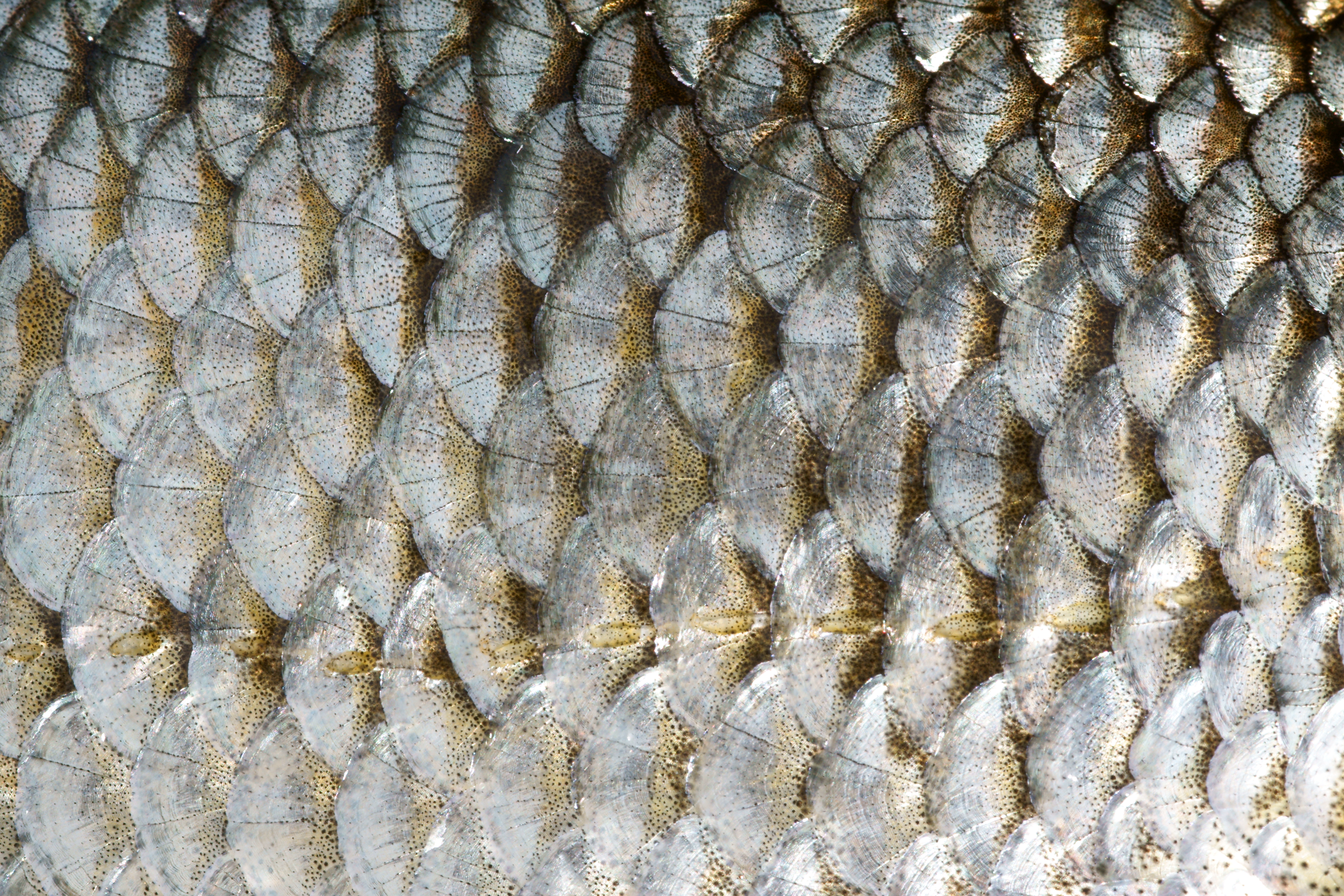
Fischschuppen (Rotauge)

Als Schuppe (lateinisch squama) werden in der Morphologie, der Lehre von der Gestalt der Lebewesen, plättchen- bzw. plattenförmige Elemente bezeichnet.

## In Zoologie und Humanbiologie

### Hautanhangsgebilde

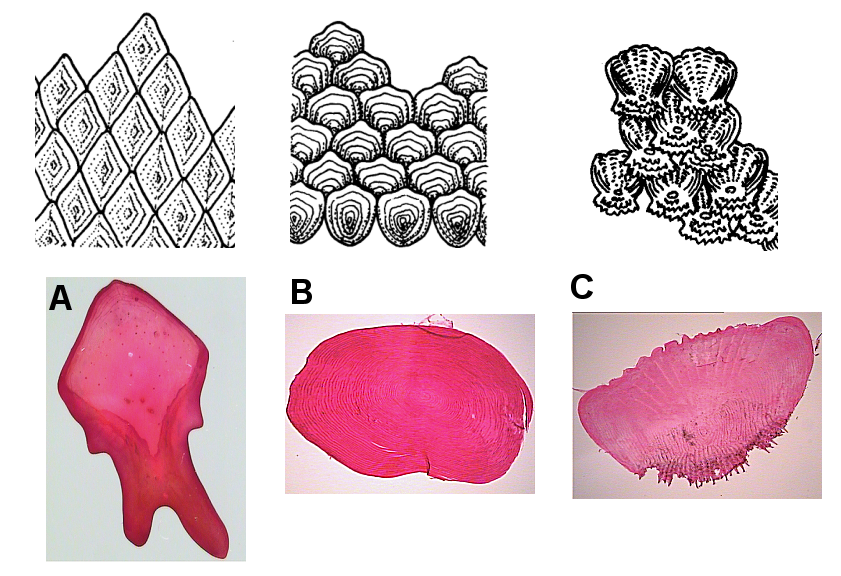
A Ganoidschuppe
B Cycloidschuppe
C Ctenoidschuppe

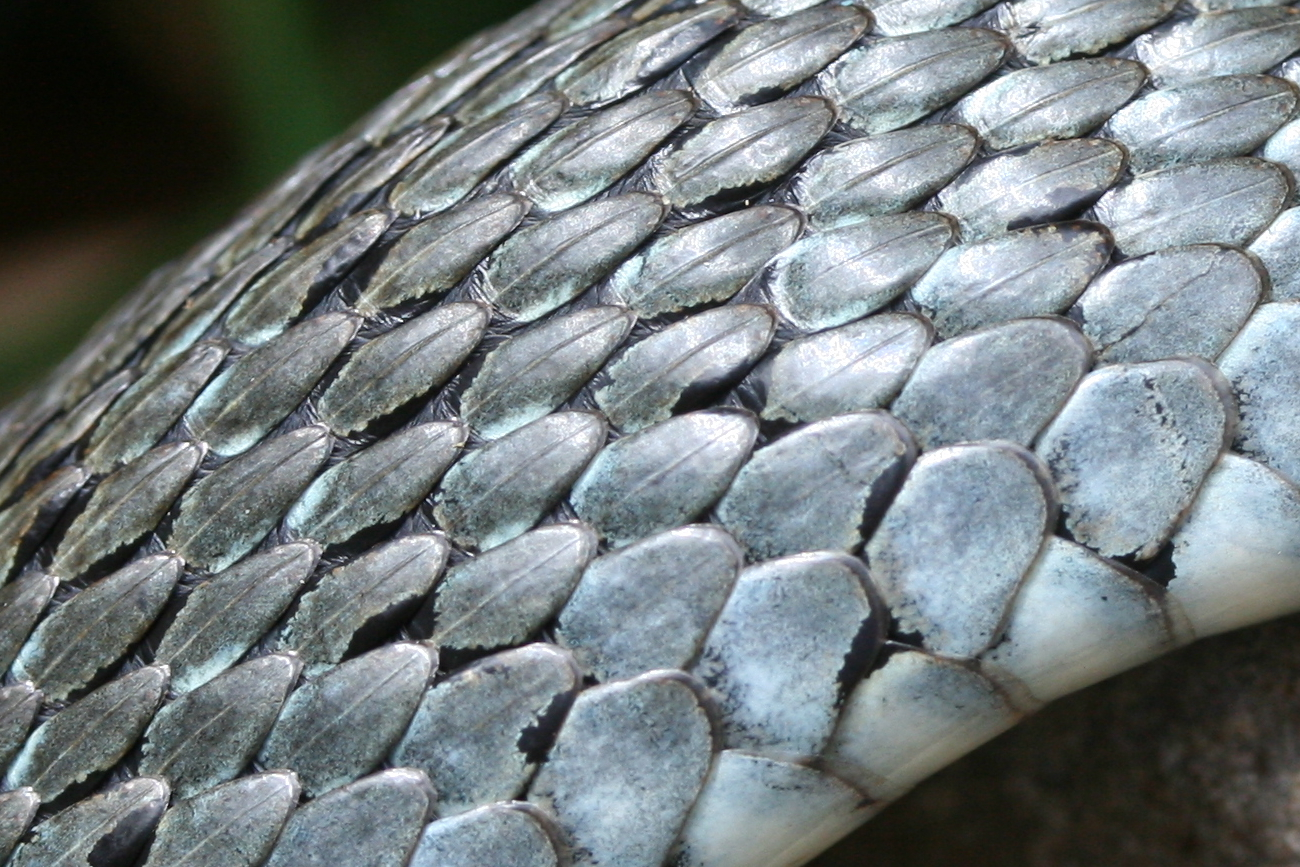
Schlangenschuppen (Ringelnatter)

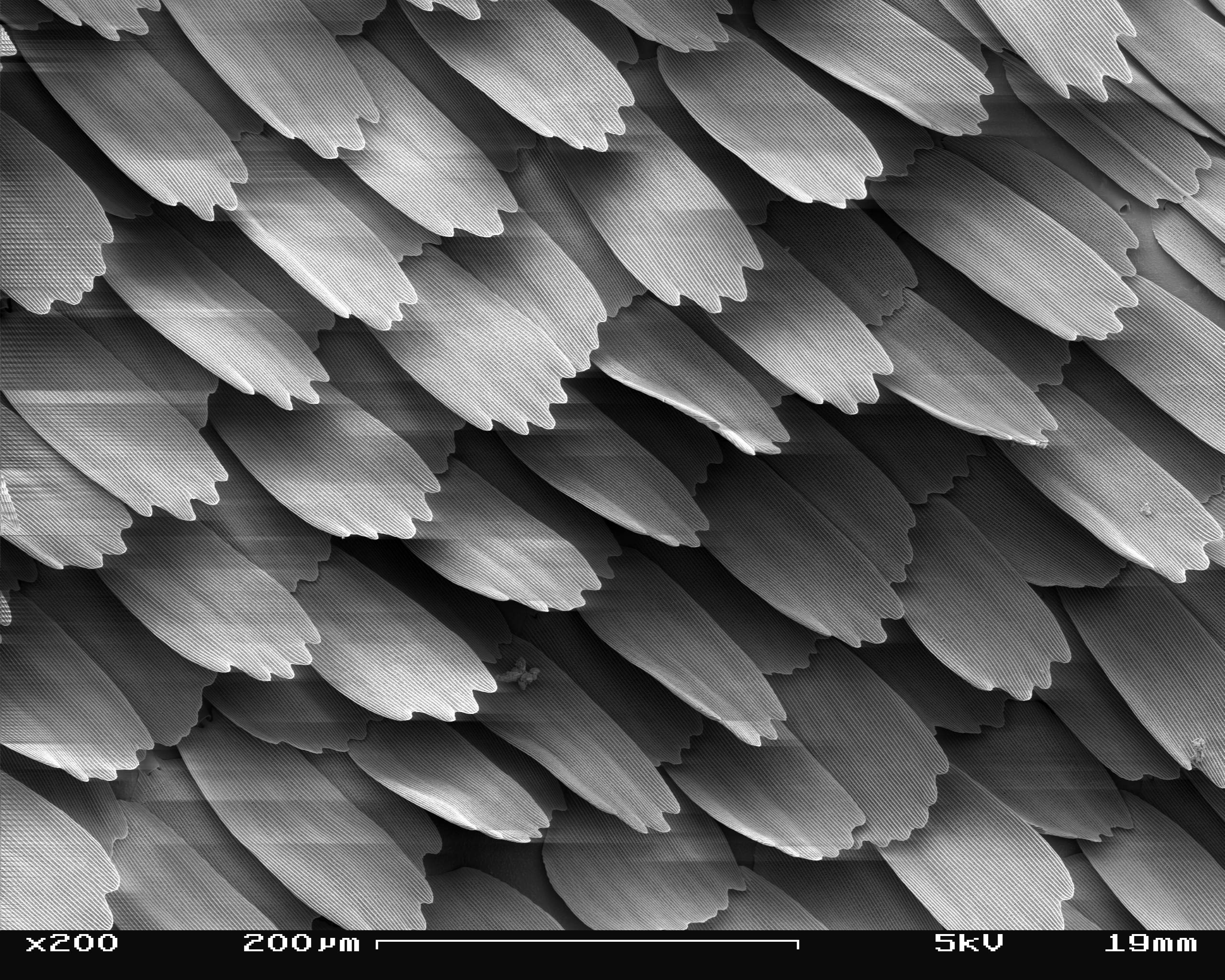
Schmetterlingsschuppen

Schuppen sind ein häufiger Bestandteil der Körperhülle (Integument) bei diversen Tieren. Bei den Wirbeltieren sind diese und die übrigen Hautanhangsgebilde dermale oder epidermale Abkömmlinge der Haut und in ihr verankert.
- Die Placoidschuppe bedeckt als Hautzahn die Haut der Knorpelfische.
- Verschiedene Gruppen der Knochenfische haben charakteristische Schuppenarten entwickelt:
  - Bei der knochigen Elasmoidschuppe der Echten Knochenfische werden die ursprünglichere Cycloidschuppe und die Ctenoidschuppe unterschieden. Bei der rhomboiden Ganoidschuppe der urtümlichen Strahlenflosser ist die Knochenbasis noch mit einer dicken, glänzenden Schicht aus hartem Ganoin überzogen.
  - Die Kosmoidschuppe bedeckt die Haut der Fleischflosser.
- Die Hornschuppe findet sich auf der gesamten Hautoberfläche der Reptilien, etwa bei Schlangen. Vor allem bei den Schuppenkriechtieren ist sie von taxonomischer Bedeutung (Pholidose). Sie kommt ferner am Vogelbein vor, am Schwanz vieler Nagetiere und einiger Insektenfresser.[1]
- Die Flügel der Schmetterlinge sind mit Schuppen bedeckt.

### Hautschuppe des Menschen

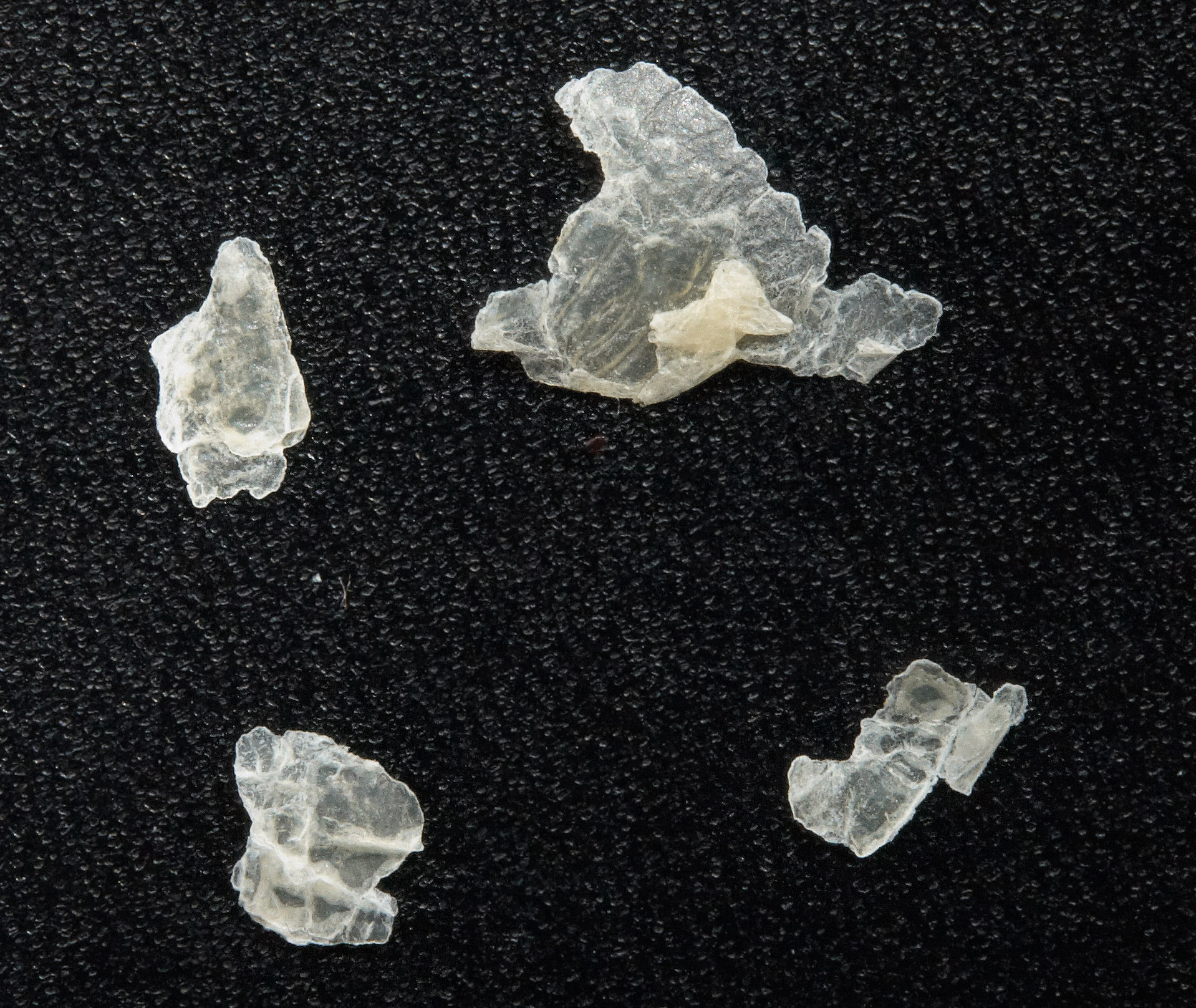
Menschliche Hautschuppen

Die Hautschuppe ist eine mit bloßem Auge sichtbare, Aggregation von Korneozyten. Die äußere Schicht des verhornten Plattenepithels, welche allgemein die mehrschichtige Epidermis (Oberhaut) der Wirbeltiere bildet, löst sich im Zuge der Desquamation (Abschuppung) von den darunter liegenden Schichten.

### Knochen des Schädels
- Die Schläfenbeinschuppe (Pars squamosa) des Schläfenbeins liegt seitlich am Schädel über dem äußeren Gehörgang.
- Die Stirnbeinschuppe (Squama frontalis) ist ein Teil des Stirnbeins. Sie bildet den oberen Rand der Augenhöhle, die Margo supraorbitalis.
- Die Hinterhauptsschuppe (Squama occipitalis) des dreiteiligen Hinterhauptbeins bildet den hinteren Rand des Foramen magnum (Hinterhauptsloch).[3]

## In der Botanik
- Die Schuppe ist ein flächiges Anhangsgebilde der pflanzlichen Epidermis (umgewandelte Pflanzenhaare).
- Sie ist das Niederblatt einiger Keimpflanzen, Gehölze, Kräuter und Erdsprosse.
- Die Zapfenblüte der Zapfen (Botanik) hat Deckschuppe und Samenschuppe.
- Nadelholz-Zapfen haben eine Zapfenschuppe.
- Saugschuppe bei Bromeliengewächsen.

## In der Mykologie
Die Fruchtkörper einiger Pilzarten haben Schuppen. Häufig auf dem Hut (beispielsweise die Riesenschirmlinge oder die Schüpplinge), manchmal auch am Stiel.